# 스파이형 모델
"스파이형 모델"은 2022년에 개봉한 대한민국의 영화이다.

## 캐스팅

### 주연
- 주종혁 : 김형우 역
- 이아주 : 이은희 역
- 장현동 : 최동호 역
- 이병수 : 최동민 역
- 박진수 : 이진구 역

### 조연
- 유상재 : 김 경위 역
- 이영재 : 유신혜 역

### 단역
- 김영일 : 배 회장 역
- 서정빈 : 서 순경 / 오피스텔 거주자 역
- 윤종구 : 진상 손님 역
- 정의혁 : 조폭 1 역
- 정수일 : 조폭 2  / 남 경사 (목소리) 역
- 이환진 : 차이나 카라 역
- 전지선 : 편의점 손님 1 역
- 김진희 : 편의점 손님 2 역
- 김정선 : 취객 역